# George Frederick Kunz

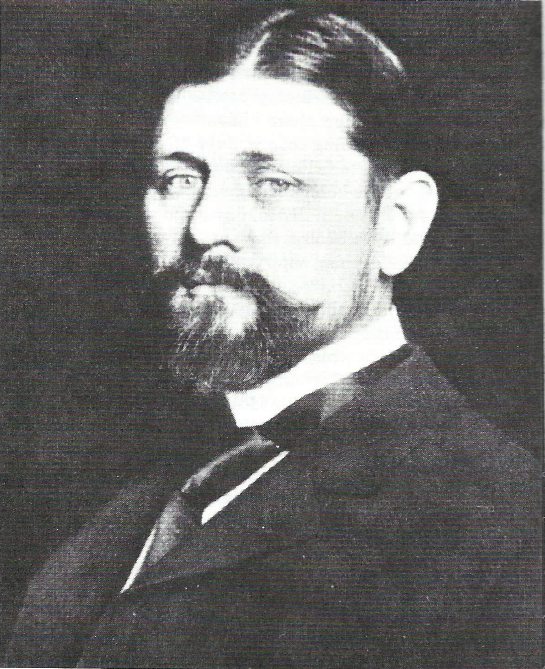
George Frederick Kunz

George Frederick Kunz (* 29. September 1856 in New York City; † 29. Juni 1932 ebenda) war ein US-amerikanischer Mineraloge, Gemmologe und Mineraliensammler.
Kunz wuchs in Hoboken auf und sammelte schon als Jugendlicher Mineralien und verkaufte seine erste Sammlung von über 4000 Exemplaren für 400 Dollar an die University of Minnesota (auch später verkaufte er mehrere eigene Sammlungen). Er studierte am Cooper Union College mit dem Bachelor-Abschluss 1872, brach dann sein Studium ab, brachte sich aber autodidaktisch umfangreiches Wissen über Mineralien und Edelsteine bei, so dass er bei Tiffany angestellt wurde, wo er 1888 Vizepräsident wurde. Um dieselbe Zeit wurde er von Appleton’s Cyclopedia als führender US-amerikanischer Edelsteinexperte bezeichnet, der im ganzen Land zu Rate gezogen wurde und die Abschnitte Edelsteine im offiziellen jährlichen Report Mineral Resources of the United States verfasste. Er reiste viel, organisierte die Mineralien- und Bergbauausstellungen der US-Delegation der internationalen Ausstellungen in Paris 1889, Kimberley 1892, Chicago 1893, Atlanta 1895, Paris 1900 und St. Louis 1904. In New York lebte er als Privatgelehrter und Experte für Edelsteine. Er starb an einer Gehirnblutung im Krankenhaus.
Er war in vielen wissenschaftlichen Gesellschaften, so der American Association for the Advancement of Science, der New York Academy of Sciences (deren Vizepräsident er zeitweise war), dem New York Mineralogical Club (den er 1886 mit gründete und dessen Präsident er war), der Mineral Society of America und Geological Society of America, der American Chemical Society, dem Mining and Metallurgical Engineers, dessen Vizepräsident er zeitweise war. Als Proponent des metrischen Systems war er Präsident der American Metric Association. Kunz war auch führend in der internationalen Durchsetzung der Gewichtseinheit Karat für Edelsteine. Er war 1913 Gründer und Direktor des Museums of the Peaceful Arts und 1883 bis 1909 Spezialagent des US Geological Survey. Er war 1904 bis 1918 Forschungs-Kurator für Edelsteine am American Museum of Natural History in New York und stellte die Morgan-Tiffany Sammlung von Edelsteinen für das American Museum of Natural History zusammen. 1892/93 untersuchte er den US-amerikanischen Perlbestand für die Fischereibehörde.
Von ihm stammen über 300 wissenschaftliche Aufsätze und einige Bücher.
Nach ihm wurde vom Erstbeschreiber Charles Baskerville das Mineral Kunzit benannt, das Kunz selbst zuerst fand und als neue Mineraliensorte erkannte (gefunden in Pala, San Diego County). Er erhielt einen Master-Abschluss ehrenhalber der Columbia University und einen Ehrendoktor der Universität Marburg (1903), der ihm aber 1920 wieder entzogen wurde, und des Knox College in Galesburg, Illinois (1907). 1927 wurde er Mitglied der Leopoldina.  Er erhielt den japanischen Orden der aufgehenden Sonne, war Ritter der Ehrenlegion und des norwegischen St. Olaf Ordens und Ehrenmitglied des Chambre Syndicale Pierres Precieuses in Paris.
Seine Bibliothek mit wertvollen und seltenen Büchern zur Mineralogie und Gemmologie (seinerzeit eine der besten der Welt) ist beim US Geological Survey.
Er war zweimal verheiratet. Die erste Ehe mit Sophia Hanforth (Heirat 1879) endete mit deren Tod 1912. 1923 heiratete er die Fliegerin Opal Logan Giberson, die zwar die Ehe annullieren ließ, ihm aber bis zu seinem Tod den Haushalt führte.

## Schriften
- Early Artistic Watches. In: The monthly Illustrator. Band 11, 1895, S. 313–320.
- mit Charles Hugh Stevenson: The Book of the Pearl: The History, Art, Science and Industry of the Queen of Gems, New York: The Century Co., 1908. Archive
- Curious Lore of Precious Stones, Philadelphia: Lippincott 1913, Archive
- Gems and Precious Stones of North America, New York: The Scientific Publ. Company 1890, 2. Auflage 1892
- Jewelers’ Materials, and Ornamental Stones of California, Bulletin of the California State Mining Bureau 37, 1905
- History of the Gems Found in North Carolina, Raleigh 1907
- Ivory and the Elephant in Art, in Archaeology, and in Science. Doubleday, Garden City 1916 (Digitalisat).
- The Magic of Jewels and Charms. Philadelphia: Lippincott 1915
- Natal Stones; Sentiments and Superstitions Associated with Precious Stones, 20. Auflage, New York: Tiffany 1909
- Rings for the Finger, from the Earliest Known Times to the Present, Philadelphia: Lippincott 1917
- Shakespeare and Precious Stones, Treating of the Known References of Precious Stones in Shakespeare’s Works, Lippincott 1916
- The Spanish Missions in California, Albany 1912